# Колокуда
Колокуда (мар. Колыгудо) — деревня в Советском районе Республики Марий Эл. Входит в состав Верх-Ушнурского сельского поселения.

## Географическое положение
Находится в центральной части республики Марий Эл на расстоянии приблизительно 11 км по прямой на восток от районного центра посёлка Советский.

## История
Известна с 1851 года как деревня с 66 дворами. В 1906 году здесь было 155 дворов, в 1909 году 214 жителей, в 1959 году 234. В 1976 году насчитывалось 51 хозяйство и 217 жителей. В советское время работал колхоз «Чодра саска».

## Население
Население составляло 101 человек (мари 100 %) в 2002 году, 102 в 2010.